# Phlogiellus inermis
Phlogiellus inermis är en spindelart som först beskrevs av Anton Ausserer 1871.  Phlogiellus inermis ingår i släktet Phlogiellus och familjen fågelspindlar. Inga underarter finns listade i Catalogue of Life.